# Пирогаллол
Пирогалло́л (пирогалловая кислота, 1,2,3-тригидроксибензол) — органическое соединение, трехатомный фенол с химической формулой C6H6O3, бесцветные кристаллы, темнеющие на воздухе. Применяется в органическом синтезе как восстановитель, также используется в промышленности как полупродукт в производстве красителей, в фотографии как проявляющее вещество.

## История
Как проявляющее вещество пирогаллол впервые использовал Фредерик Скотт Арчер для мокроколлодионного процесса в 1850 году.

## Физические свойства
Обычно представляет собой бесцветные блестящие игольчатые кристаллы, темнеющие на воздухе. Плавится при 133—134 °C. Кипит при 309 °C (при нормальном давлении) и при 171,5 °C (при давлении 12 мм рт.ст.). Имеет относительную плотность {\displaystyle d_{4}^{20}} = 1,453 и молярную массу 126,11 г/моль.
Хорошо растворим в эфире, этаноле, воде (40 г/100 мл при 13 °C) и растворах щелочей. Плохо растворяется в бензоле, хлороформе и четырёххлористом углероде.
Реактив должен храниться в плотно закрытой тёмной стеклянной посуде.

## Химические свойства
Проявляет свойства фенолов, обладает лёгкой окисляемостью. Раствор пирогаллола и щёлочи количественно и быстро поглощает кислород, что используется в аналитической химии для газового анализа. Будучи сильным восстановителем, активно восстанавливает соли серебра и золота.
При окислении перекисью водорода, иодатом натрия, солями трехвалентного железа и другими окислителями пирогаллол образует пурпурогаллин, если же применять 1,2-бензохинон или пирокатехин в качестве соокислителей, то образуются другие бензотрополоны.
Легко вступает в реакции электрофильного замещения, такие как галогенирование, сульфирование и ряд других. Например, в реакции бромирования жидким бромом в четыреххлористом углероде пирогаллол образует 4,5,6-трибромпирогаллол; если же бром будет в избытке, то реакция вместо этого приведёт к 1,2,6,6-тетрабром-1-циклогексен-3,4,5-триону.

### Фотографические свойства
В процессе фотографического проявления в растворах проявителей, содержащих низкую концентрацию сохраняющих веществ, пирогаллол образует нерастворимые окрашенные продукты окисления, остающие в эмульсионном слое после обработки. Эти продукты имеют жёлто-коричневую окраску и обладают дубящими свойствами для желатины фотоэмульсии. Такие составы получили название «окрашивающих проявителей» (англ. staining developers), при использовании которых фотографическое изображение, состоящее из восстановленного металлического серебра дополняется этими продуктами окисления пирогаллола, в результате итоговая плотность изображения оказывается выше, чем это можно получить при нормальном проявлении. Кроме этого, при таком проявлении значительно улучшается и визуальная зернистость фотоматериала.
Растворы пирогаллола очень нестабильны на воздухе, даже если они содержат сохраняющие вещества, поэтому их обычно готовят перед применением. Если увеличивать концентрацию сохраняющих веществ, то это не слишком сильно увеличивает срок использования, но приводит к быстрой потере дубящих и окрашивающих свойства проявителя. Срок хранения обычных проявителей с пирогаллолом в виде раствора составляет не более 2—3 суток.

## Получение
Промышленный синтез производится путём пиролиза (декарбоксилированием) галловой кислоты:
Плав пирогаллола, полученный в результате пиролиза, пригоден для технических целей без дополнительной очистки. Для медицинского применения или получения чистого реактива технический пирогаллол очищают путём сублимирования или перегонкой в вакууме.
С этим методом синтеза связано название вещества.
Может быть выделен также из продуктов перегонки каменного угля, где присутствует вместе с другими фенолами.

## Применение

### В промышленности
Применяется для синтеза красителей, использующихся для окраски меха и волос.

### Ваналитической химии
Для определения ряда элементов, в газовом анализе для определения кислорода.

### Вфотографии
Используется как проявляющее вещество, позволяющее получить плотное изображение, с коричневым оттенком и нормальным контрастом. В умеренно щелочных проявителях пирогаллол работает относительно медленно и даёт мягкое изображение. Для более быстрой работы можно использовать хромокалиевые квасцы или 1,4-фенилендиамин, активирующие проявление пирогаллолом.
Пирогаллол имеет также дубящий эффект, благодаря чему применяется в гидротипном процессе для получения желатиновых рельефных матриц на матричной киноплёнке.

### В косметике
Применяется как краска для волос, средство для ухода за кожей.

## Токсичность
Для мышей половинная летальная доза составляет 0,57 г/кг при пероральном введении. При попадании на кожу вызывает дерматозы. ПДК в воде 0.1 мг/л. Значительно более ядовит, чем два других триоксибензола (флороглюцин и гидроксигидрохинон).
Рейтинг NFPA 704: опасность для здоровья: 2, огнеопасность: 1, нестабильность: 0.